# Agénor de Gasparin
Pour les articles homonymes, voir Gasparin.
Agénor, comte de Gasparin, né le 12 juillet 1810 à Orange et mort le 8 mai 1871 à Pregny, est écrivain et théologien protestant évangélique, cofondateur de l’Union des Églises évangéliques libres de France.

## Biographie
Il naît à Orange (Vaucluse) dans une famille d'origine corse. Son père, Adrien de Gasparin, est un homme politique et agronome, qui s'est fait connaître par divers ouvrages sur l'agriculture.

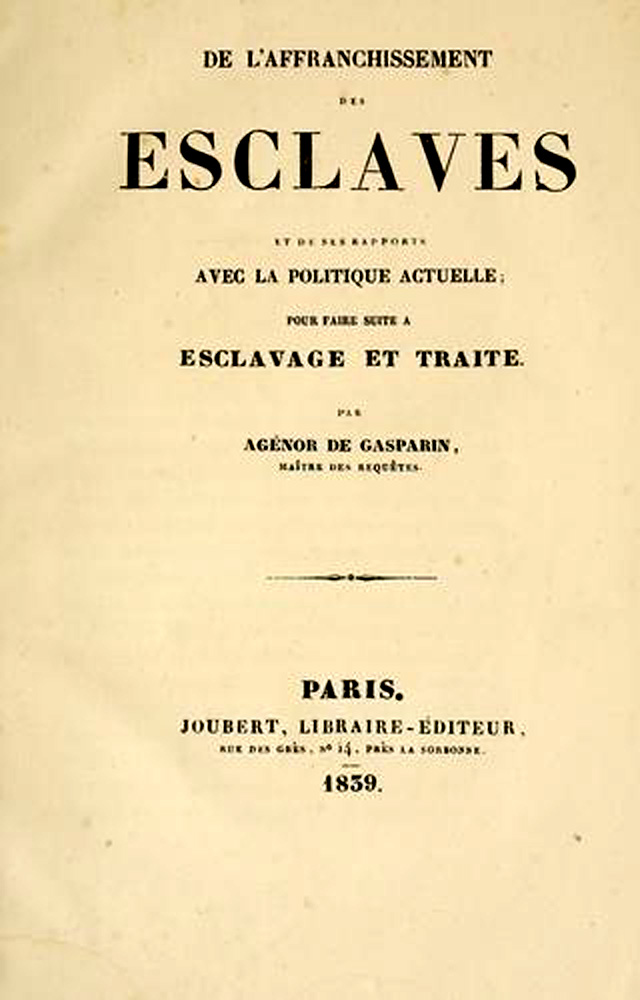
De l'affranchissement des esclaves, par Agénor de Gasparin.

Élevé pour la vie publique, il fit ses études de droit à Paris à la fin de la Restauration et fut sous la monarchie de Juillet, chef de cabinet de son père, ministre de l'agriculture, puis de l'intérieur. Nommé maître des requêtes au Conseil d'État, il s'occupa des causes auxquelles il devait consacrer sa vie. Dans un livre intitulé Esclavage et traite, il se prononça en faveur des mesures les plus favorables aux Noirs et attaqua l'esclavage dans son principe. Élu en 1842 membre de la chambre des députés, comme représentant de Bastia, il plaide pour l'émancipation des Noirs et pour la liberté religieuse, et travailla à la réforme parlementaire. Il suscite de vives oppositions mais acquiert aussi l'estime de ses collègues des divers côtés de la Chambre. Mais son indépendance et ses convictions protestantes lui coûtèrent son siège. Sa candidature à Bastia échoua en 1846.
Il quitte les affaires publiques pour voyager en Orient. Catherine Valérie Boissier, épouse de Gasparin, a raconté ce voyage au Levant. Ce fut en arrivant à Jérusalem qu'il apprit la Révolution française de 1848 et la chute du roi Louis-Philippe. Il écrit une véhémente protestation contre les propositions qui lui étaient faites de coopérer à la nouvelle constitution de la France. Il revient en Europe pour s'occuper des intérêts de l'Église réformée de France. Déjà en 1843, il avait écrit un livre sur les intérêts généraux du protestantisme français. En 1846, à l'occasion de la crise ecclésiastique du canton de Vaud, il avait publié deux volumes intitulés Christianisme et Paganisme, dans lesquels il revendiquait pour l'Église, son indépendance.
En août 1849, avec Frédéric Monod, il quitte l'Église réformée officielle, financée par l'État depuis 1802 dans le cadre des articles organiques et du régime concordataire français. Il fonde une fédération d’Églises protestantes indépendantes, l’Union des Églises évangéliques libres de France.
Plus tard, il quitte la France pour s'établir en Suisse, où il passe les vingt-trois dernières années de sa vie, soit à Valleyres (VD), soit dans la maison de maître « Le Rivage » à Pregny (GE). Lors de ces années, il suivit d'un regard attentif les luttes de l'Église et des peuples, et y participait par des articles de journaux ou des écrits de circonstance pour la liberté.
Il meurt le 14 mai 1871, dans sa maison de maître « Le Rivage », à Pregny (GE) et ses derniers mots furent « Ich grolle nicht ! »(Je ne murmure pas !).

## Œuvre

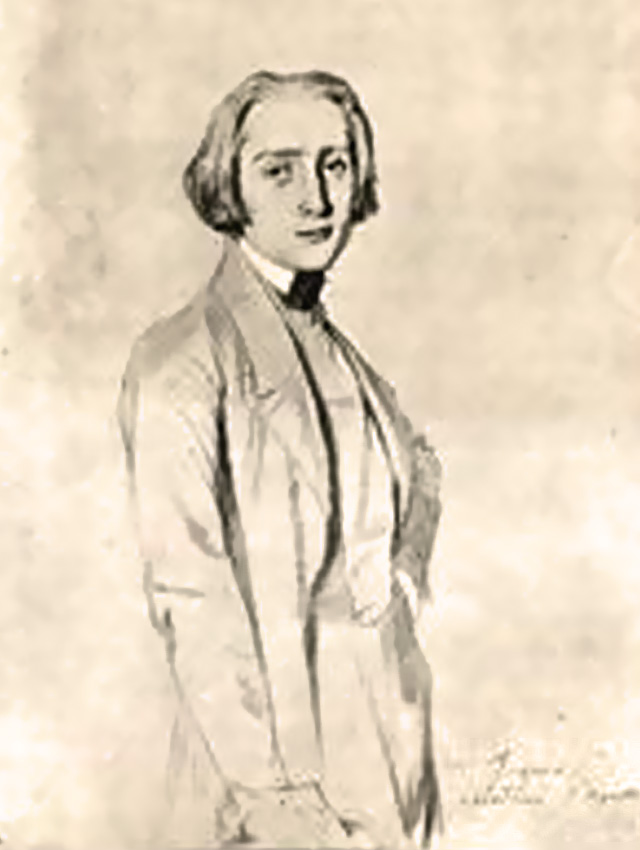
Franz Liszt donna des leçons de piano à Valérie Boissier, comtesse de Gasparin.

Outre les livres déjà cités, il publia les Écoles du doute et l'École de la foi où il soutint avec des arguments faibles la pleine inspiration des Écritures ; puis des ouvrages sur les États-Unis, Un grand peuple qui se relève (1861), L'Amérique devant l'Europe (1862) où il fustige l'esclavage ; des brochures sur la Question de Neuchâtel (1857) où il prit, contre la Prusse, la défense de la Suisse.
Vainement il chercha à obtenir la neutralisation de l'Alsace (La République neutre d'Alsace, Genève, 1870). Il réussit à faire discuter son projet par les cabinets européens, mais non à le faire adopter. Après la guerre, il écrivit comme testament politique, son livre posthume La France, nos fautes, nos périls, notre avenir.
Il donna aussi à Genève, dans le cadre de l'Union chrétienne des jeunes gens, des conférences sur des sujets de religion, d'histoire, de science sociale ; histoire des premiers siècles de l'Église, du Moyen Âge, de la réformation ;  sur l'égalité, sur la liberté morale, sur les perspectives du temps présent, sur le bon vieux temps, etc.
Vers les derniers jours de sa vie, à propos des attaques dirigées contre le christianisme par le parti libéral, il prit position sur la séparation de l'Église et de l'État. Ces conférences de M. de Gasparin ont été son triomphe comme orateur. Comme l'écrit L. Ruffet, « il faut avoir entendu l'orateur pour comprendre tout ce qu'il savait exciter chez ses auditeurs de pensées généreuses, de saints désirs, de douloureux renoncements. On avait passé avec lui une heure sur les hauteurs, on y avait respiré un air vivifiant et pur, et l'on redescendait à la peine plus résolu à combattre le bon combat. »
Les désastres de la guerre, la venue de l'armée de Bourbaki rejetée sur le territoire suisse,  ébranlèrent la santé du Comte déjà fort affaiblie. Durant la guerre franco-allemande de 1870, il fut témoin de la retraite de l'armée de l'Est et reçut chez lui de nombreux internés, la plupart malades. Il aida son épouse dans les soins qu'elle leur donna. Il mourut quelques semaines plus tard le 8 mai 1871.

## Famille
- Thomas-Augustin de Gasparin (1754-1793), général de brigade, marié à Marie-Anne Marguerite de Serres
  - Adrien Étienne Pierre de Gasparin, marié à Rosalie Adèle de Daunant, fille de Paul Guillaume de Daunant, sœur d'Achille de Daunant, ami de François Guizot, et de Laure de Daunant, dont il a eu :
    - Paul Joseph de Gasparin, marié en 1839 à Françoise Louise Torras,
      - Adèle Louise Mathilde de Gasparin (1840-1880)
      - Valérie Eugénie de Gasparin (née en 1843)
      - Augustin de Gasparin

    - Agénor Étienne de Gasparin marié avec Valérie Boissier

  - Augustin de Gasparin (1787-1857) marié à Laure de Daunant
  - Anne Cécile de Gasparin (1784-1807) mariée en 1805 à Jean César Dumas (1779-1866), d'où :
    - Alphonse Dumas (1806-1884) marié en 1838 à Augustine Valz
    - Adrien Dumas

  - Adeline de Gasparin (1786-1871) mariée en 1810 à François Forel (1780-1865), d'où :
    - Cécile Forel mariée à Jean Lombard,
    - François Forel marié à Adèle Morin.

## Publications
- Esclavage et traite, Joubert, 1838, XVI-263 p.
- De l'affranchissement des esclaves et de ses rapports avec la politique actuelle. pour faire suite à 'Esclavage et traite' , Joubert, 1839, 74 p.
- Les écoles du doute et l'école de la foi, essai sur l'autorité en matière de religion, Genève, Béroud, 1853, XXIII-452 p.
- Des tables tournantes, du surnaturel en général et des esprits, Dentu, 1854, 2 vol. T. 1 . T. 2 .
- L'égalité, Michel Lévy frères, 1869, VII-411 p. 4° éd. 1876